# Zeche Vereinigte Louise Tiefbau
Das Steinkohle-Bergwerk Zeche Vereinigte Louise Tiefbau befand sich in Barop, einem Stadtteil des Dortmunder Stadtbezirks Hombruch. Ursprünglich förderte diese Zeche aus diversen Stollen im Tal der Emscher.

## Geschichte
Die Förderschächte "Schulte" und "Clausthal" wurden um 1850 angelegt. Im Jahr 1860 betrug die Förderleistung 70.000 t Kohle bei 454 Beschäftigten. 1865 erfolgte die Errichtung einer Seilbahn zum Kohletransport von Schacht "Clausthal" zur Bahnstation Barop. 1873 wurde die Bergrechtliche Gewerkschaft in die neue "Aktiengesellschaft Dortmunder Steinkohlebergwerk Louise Tiefbau" umgewandelt, welche auch die benachbarte Zeche Vereinigte Wittwe & Barop unter ihre Fittiche nahm.
1877 erfolgte die Übernahme von Schacht und Grubenfeld der stillgelegten Zeche "Wittwe & Barop". Der Schacht "Wittwe" wurde 1885 aufgegeben und verfüllt. In den Folgejahren avanciert "Louise Tiefbau" dank guter Fettkohle zu einem bedeutenden Koks-Erzeuger des Ruhrbezirks. 1895 förderten 830 Beschäftigte 220.000 t Kohle.
1908 stürzte der Schacht "Clausthal" ein. 1909 wurde der Schacht "Schulte" neu ausgemauert und der Zeche Vereinigte Wiendahlsbank in Kruckel zugeteilt. 1910 wurde die Zeche Vereinigte Louise Tiefbau endgültig aufgegeben und die Tagesanlagen abgebrochen.

## Spurensuche
Im Grubenfeld der alten Zeche erinnern die "Luisenschachtstraße", die Straßen "Luisenglück" und "Luisenhoffnung" an die Schachtanlage. Zwischen "Luisenglück" und dem Bahndamm der S-Bahn steht noch ein schmales, zweistöckiges Zechengebäude, das heute als Wohnhaus genutzt wird.